# Las Flores (Maldonado)
Las Flores és un balneari del sud-est de l'Uruguai, ubicat al departament de Maldonado. Es troba sobre la costa del Riu de la Plata, sobre la ruta 10, 2,5 quilòmetres al sud d'Estación Las Flores i de Ruta Interbalneària. Limita amb el balneari de Bella Vista a l'oest i amb Playa Verde a l'est, amb el rierol Tarariras com a límit natural amb aquest últim balneari.

## Població
Segons les dades del cens de 2004, Las Flores tenia una població aproximada de 221 habitants i un total de 473 habitatges.
| Any  | Població |
| ---- | -------- |
| 1963 | 98       |
| 1975 | 107      |
| 1985 | 150      |
| 1996 | 235      |
| 2004 | 221      |
| 2011 | 241      |